# Laulau
Laulau je havajské jídlo, které tradičně představuje vepřové maso zabalené do listů tara a listů ti a připravené se na horkých kamenech v zemní peci imu.
V současné době se kromě vepřového masa takto připravuje i hovězí a kuřecí maso, nebo ryby. Maso se zabalí do listů tara nebo do špenátových listů které se zabalí do alobalu (pokud nejsou dostupné listy ti) a spíše než v zemní peci se dnes připravuje v parním či tlakovém hrnci.
Laulau je typickým tradičním havajským jídlem které se podává často při různých oslavách (luau) s jinými tradičními jídly (haupia, lomi losos) nebo jako plate lunch s rýží, těstovinovým salátem a jinými havajskými jídly.